# El joyero
El joyero (también conocido como NGC 4755) o Kappa Crucis, es un cúmulo estelar abierto que toma su nombre de la diversidad de colores que presentan sus estrellas, que se ven como si fueran "joyas". Se encuentra en la constelación de Crux o la Cruz del Sur. Como Kappa Crucis, tiene denominación de Bayer; a pesar de que se trata de un grupo en lugar de una estrella individual, la designación moderna Kappa Crucis se usa para la estrella HD 111973.  
Es uno de los mejores cúmulos abiertos, descubierto por Nicolas Louis de Lacaille cuando se encontraba en Sudáfrica durante 1751-1752. Este grupo es uno de los más pequeños conocidos, con una edad estimada de sólo 14 millones de años. Tiene una magnitud aparente de 4,2, está situado a 6440 años luz de la Tierra y contiene alrededor de 100 estrellas; la más brillante es DS Crucis, de magnitud 5,74. 

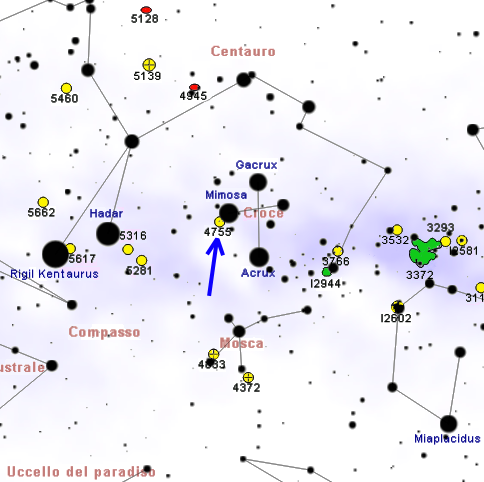
Posición donde apuntar el telescopio. Al estar al lado de la cruz del sur es sólo visible desde el hemisferio sur.

## Descripción
Este famoso grupo de jóvenes estrellas brillantes fue nombrado "El joyero" cuando Sir John Herschel lo describió como "una caja de diversas piedras preciosas de color", al referirse a su observación en el telescopio. El color naranja brillante de la estrella Kappa Crucis contrasta fuertemente contra su predominantemente azul compañero. Kappa Crucis es una joven estrella en etapa de supergigante roja, lo que indica que, paradójicamente, su vida está llegando a su fin. El grupo se parece a una estrella a simple vista y aparece cerca de la estrella más oriental de la Cruz del Sur (beta Crucis), por lo que sólo es visible desde el Hemisferio Sur, o desde el Sur del Hemisferio Norte.

## Curiosidades
Es uno de los puntos favoritos para observar por los astrónomos aficionados novicios. La observación del cúmulo es sutilmente elegante a través de pequeños instrumentos, siempre y cuando se esté lo suficientemente alejado del casco urbano, debido a la contaminación lumínica.

## Galería

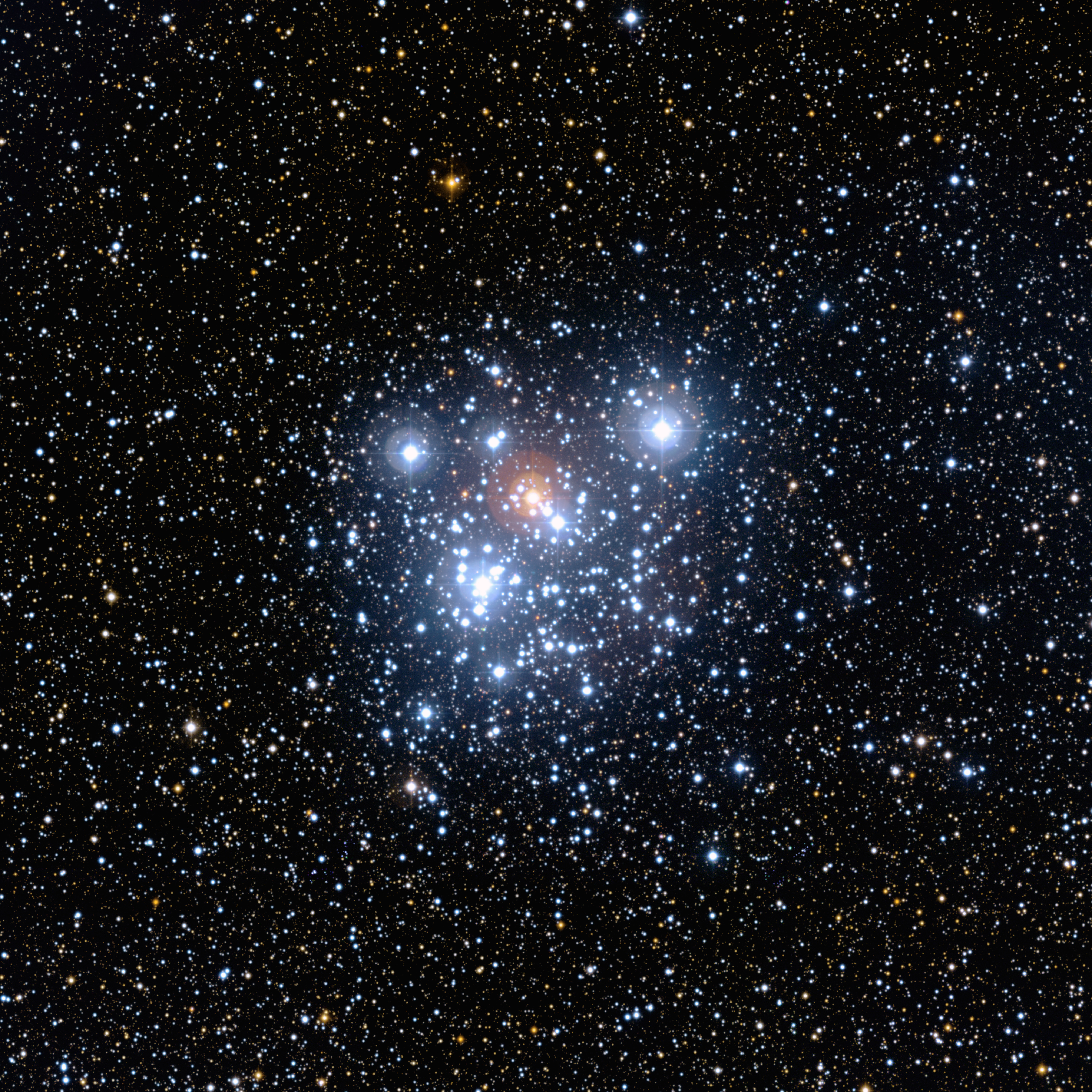
Imagen de amplio campo del joyero.
Digitized Sky Survey 2 image of the Jewel Box.
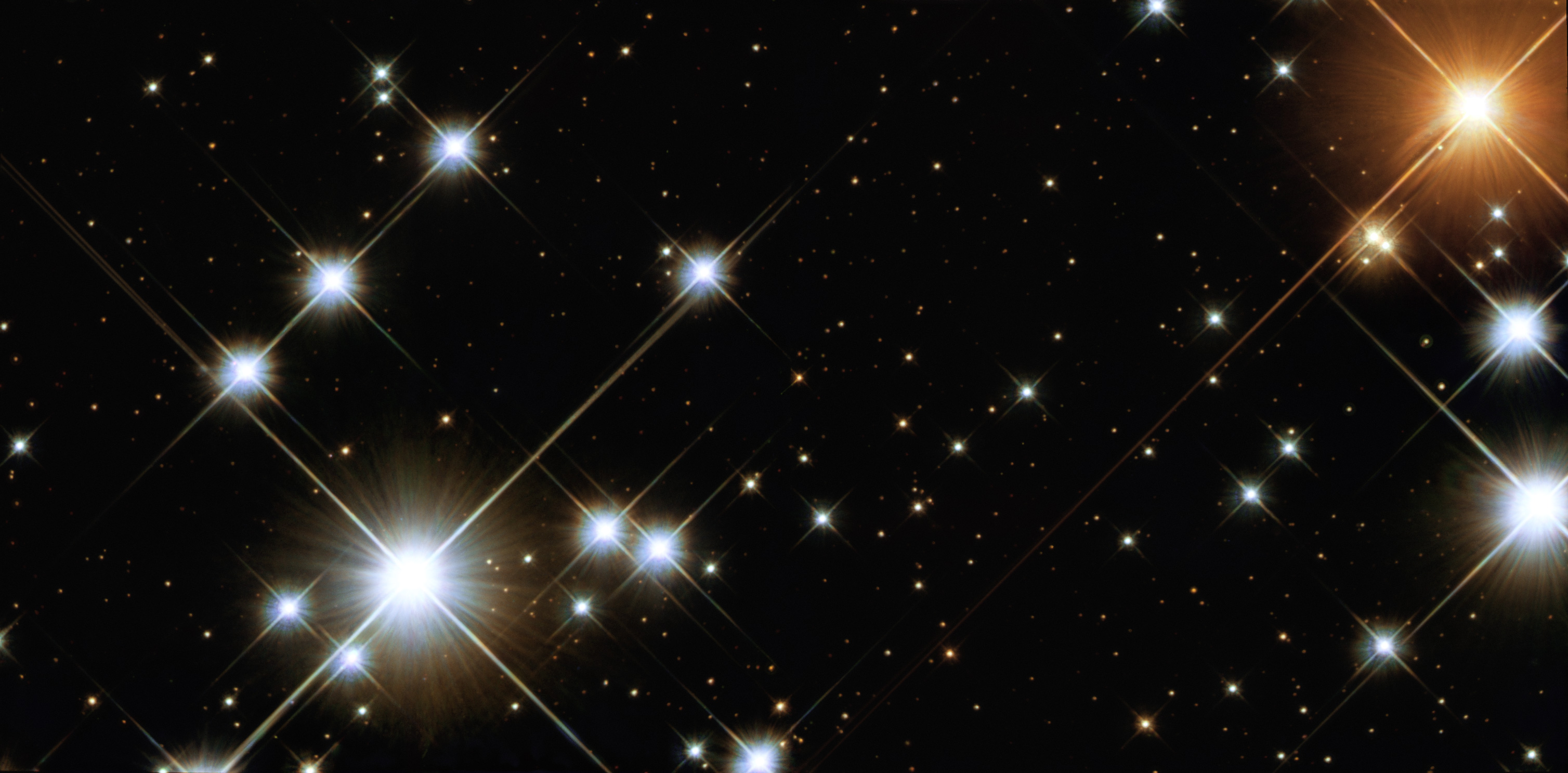
Imagen del joyero tomada con el Hubble.
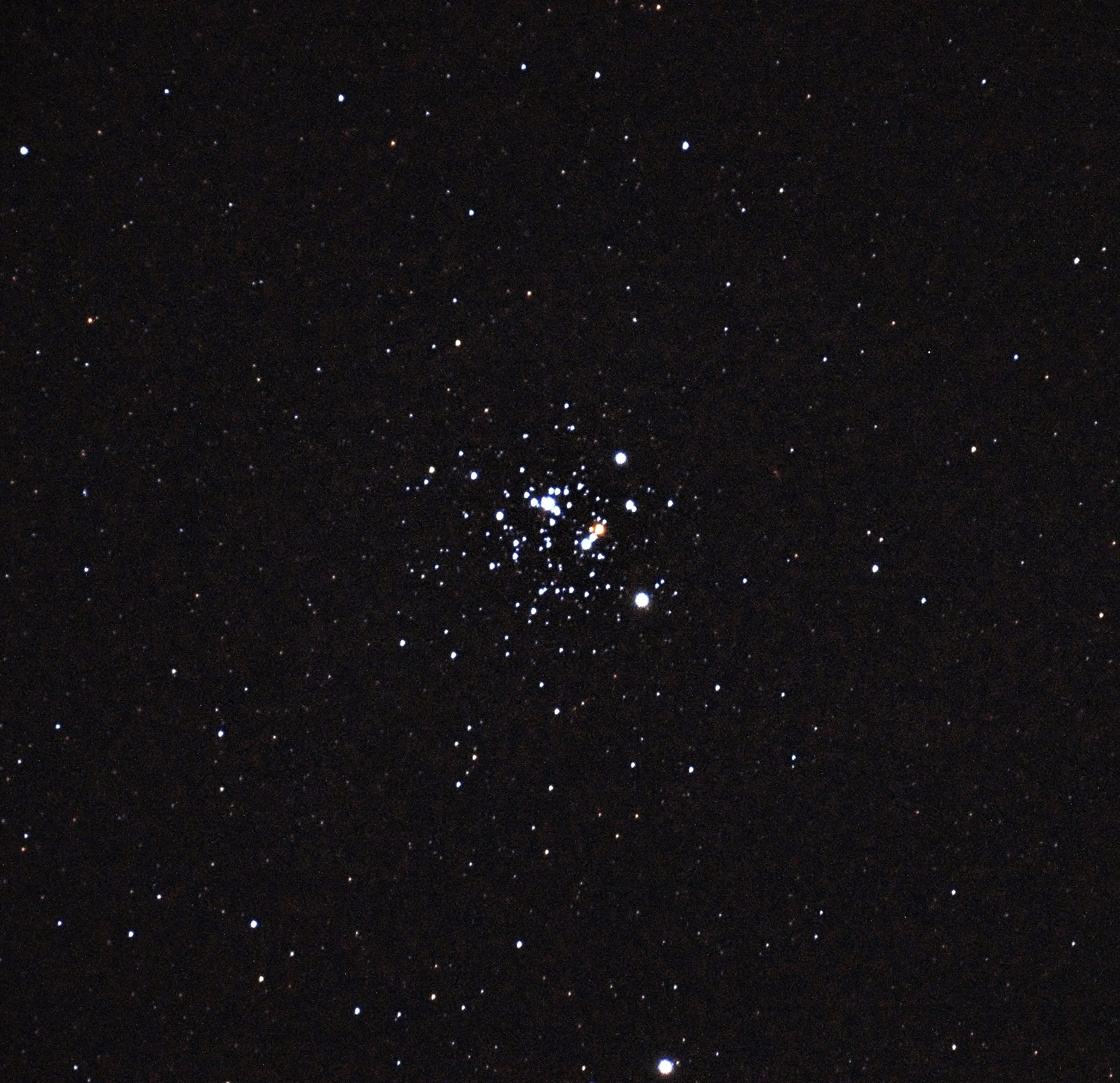
El joyero a través de un pequeño telescopio